# Hiroki Iizuka
Hiroki Iizuka (飯塚 浩記 Iizuka Hiroki?,  nacido el 4 de abril de 1978 en Shizuoka) es un exfutbolista japonés. Jugaba de centrocampista y su último club fue el Montedio Yamagata de Japón.

## Trayectoria

### Clubes
| Club              | País  | Año         |
| ----------------- | ----- | ----------- |
| Montedio Yamagata | Japón | 1997 - 1999 |